# Торичела Верцате
Торичела Верцате (итал. Torricella Verzate) је насеље у Италији у округу Павија, региону Ломбардија.
Према процени из 2011. у насељу је живело 348 становника. Насеље се налази на надморској висини од 101 м.

## Становништво
Према резултатима пописа становништва 2011. у општини је живело 837 становника.
| 1931. | 1936. | 1951. | 1961. | 1971. | 1981. | 1991. | 2001. | 2011. |
| ----- | ----- | ----- | ----- | ----- | ----- | ----- | ----- | ----- |
| 936   | 892   | 885   | 924   | 804   | 768   | 730   | 802   | 837   |